# Fractal Gates
Fractal Gates — французький прогресив/мелодійний дет-метал гурт, заснований у 2007 році в Парижі.
Лірика гурту зосереджується навколо наукової фантастики та розповідає про інопланетні форми життя та інші виміри.
Гурт випустив три альбоми, останній з яких вийшов 2018 року.

## Склад
- Антуан Вердьє — бас (з 2007)
- Стефан Педуден — гітара (з 2007)
- Арно Гоарау — гітара (з 2007)
- Себастьєн П'єр — вокал, клавішні (з 2007)
- Джеремі Бріке — ударні (з 2012)[1]

###### Колишні учасники
- Уго Терва — ударні (2007—2009)
- Вів'єн Дюмон — ударні (2009)
- Мілош Матович — ударні (2009—2010)

## Дискографія
- 2009 — Unused (EP)
- 2009 — Altered State of Consciousness
- 2013 — Beyond the Self
- 2018 — The Light That Shines[2]